# Frederik Van Lierde
Pour les articles homonymes, voir Van Lierde.
Frederik Van Lierde est un triathlète belge né le 25 mai 1979 à Menin. Il est champion d'Europe longue distance (2007), vainqueurs de multiples Ironman (2011, 2012, 2013) et champion du monde Ironman (2013).

## Biographie

### Jeunesse
Frederik Van Lierde commence le triathlon en 1997 et devient dans la catégorie junior, vice champion de Belgique. Il finit également troisième du championnat flamand. Il est sélectionné dans la sélection nationale et participe aux championnats junior en 1998. En 1999, il remporte, toujours en catégorie junior, les championnats de Belgique de duathlon d'hiver et le triathlon universitaire 2000. Il est également surclassé et participe aux championnats d'Europe dans la catégorie senior.

### Carrière en triathlon
Frederik Van Lierde remporte sa première victoire dans la catégorie élite en 2002, il remporte le titre national sur courte distance. et  prend la seconde place des championnats d'Europe dans la catégorie espoir (U23). Il remporte de nouveau le titre national en 2005 et termine à la 7e place des championnats militaires de triathlon qui se déroule  Ventura en Californie. 
En 2007 Frederik Van Lierde remporte son premier titre continentale  et devient champion d'Europe longue distance de triathlon. L'année 2008 marque sa première participation aux compétitions d'Ironman. Il monte sur la deuxième marche du podium en Nouvelle-Zélande et en Afrique du Sud. 
Après une deuxième place en 2010, il remporte son premier Ironman à Nice, en France, en 2011. Une année couronnée de succès car il remporte également l'Ironman en Afrique du Sud et le triathlon international à Abu Dhabi. En 2012 et 2013 il enchaîne une deuxième et un troisième victoire sur l'Ironman France. 
Il compte à son palmarès le titre de champion du monde d'Ironman remporté en octobre 2013 à Kona (Hawaï) en 8 h 12 min 29 s. Il devient le second Belge à remporter le prestigieux titre international.
En 2018, il remporte pour la cinquième fois l'Ironman France et rejoint au palmarès des victoires l'Espagnol Marcel Zamora Perez quintuple vainqueur de l’épreuve.

### Vie personnelle et privée
Frederik Van Lierde est entraîné depuis 2011 par Luc Van Lierde avec lequel il n'a pas de lien de parenté, lui-même deux fois vainqueur de l'Ironman et ancien détenteur du record du monde de la discipline. 
Professeur d’éducation physique, il est marié avec Sofie Vandermeerschn en 2002. Ils ont deux enfants Aaron né en 2004 et Simon né en 2007.

### Distinctions
- Trophée national du Mérite sportif belge 2013[4].
- Sportif belge de l'année 2013[5].

## Palmarès
Le tableau présente les résultats les plus significatifs (podium) obtenus sur le circuit national et international de triathlon depuis 2007.
| Année | Compétition                                   | Pays                | Position           | Temps           |
| ----- | --------------------------------------------- | ------------------- | ------------------ | --------------- |
| 2019  | Ironman 70.3 Les Sables d'Olonne              | France              | Médaille d'or      | 3 h 56 min 46 s |
| 2019  | Ironman Lanzarote                             | Espagne             | Médaille d'or      | 8 h 51 min 16 s |
| 2018  | Ironman France                                | France              | Médaille d'or      | 8 h 25 min 22 s |
| 2018  | Triathlon Alpe d'Huez                         | France              | Médaille d'or      | 5 h 59 min 22 s |
| 2017  | Ironman France                                | France              | Médaille d'or      | 8 h 31 min 31 s |
| 2017  | Ironman 70.3 Vichy                            | France              | Médaille d'or      | 3 h 46 min 2 s  |
| 2016  | Ironman Mexique                               | Mexique             | Médaille d'or      | 8 h 3 min 9 s   |
| 2015  | Ironman 70.3 Turquie                          | Turquie             | Médaille d'or      | 3 h 53 min 48 s |
| 2015  | Ironman Afrique du Sud                        | Afrique du Sud      | Médaille d'or      | 8 h 16 min 35 s |
| 2014  | Ironman Allemagne                             | Allemagne           | Médaille d'argent  | 8 h 0 min 25 s  |
| 2014  | 5150 Marseille                                | France              | Médaille d'argent  | 1 h 59 min 38 s |
| 2013  | Ironman - Championnat du monde à Kailua-Kona  | États-Unis          | Médaille d'or      | 8 h 12 min 29 s |
| 2013  | Ironman France                                | France              | Médaille d'or      | 8 h 8 min 59 s  |
| 2013  | Abu Dhabi International Triathlon             | Émirats arabes unis | Médaille d'or      | 6 h 41 min 2 s  |
| 2012  | Ironman - Championnat du monde à Kailua-Kona  | États-Unis          | Médaille de bronze | 8 h 24 min 9 s  |
| 2012  | Ironman France                                | France              | Médaille d'or      | 8 h 21 min 51 s |
| 2012  | Ironman Melbourne                             | Australie           | Médaille de bronze | 8 h 1 min 26 s  |
| 2011  | Ironman France                                | France              | Médaille d'or      | 8 h 28 min 30 s |
| 2011  | Ironman 70.3 Afrique du Sud                   | Afrique du Sud      | Médaille d'or      | 4 h 6 min 30 s  |
| 2011  | Abu Dhabi International Triathlon             | Émirats arabes unis | Médaille d'or      | 6 h 43 min 14 s |
| 2010  | Ironman France                                | France              | Médaille d'argent  | 8 h 30 min 39 s |
| 2010  | Championnat de Belgique longue distance       | Belgique            | Médaille d'or      | Timing          |
| 2008  | Ironman Nouvelle-Zélande                      | Nouvelle-Zélande    | Médaille d'argent  | Timing          |
| 2008  | Ironman 70.3 Afrique du Sud                   | Afrique du Sud      | Médaille d'argent  | 4 h 4 min 25 s  |
| 2008  | World Séries ITU longue distance - Brasschaat | Belgique            | Médaille de bronze | 3 h 41 min 19 s |
| 2007  | Championnats d'Europe longue distance         | Belgique            | Médaille d'or      | 3 h 41 min 49 s |